# Tiểu mạo cuống
Mitreola petiolata là một loài thực vật có hoa trong họ Mã tiền. Loài này được (J.F.Gmel.) Torr. & A.Gray mô tả khoa học đầu tiên năm 1841.